# 弗雷德·汉森 (体操运动员)
弗雷德·汉森（丹麥語：Frede Hansen，1897年4月5日—1979年7月31日），丹麦男子竞技体操运动员。他曾代表丹麦获得1920年夏季奥运会体操比赛男子团体瑞典式银牌。他于1979年在岑讷去世。